# Erik Johan Edlund
Erik Johan Edlund, född den 5 juni 1893 i Gävle, död där den 23 januari 1945, var en svensk militär.
Edlund blev underlöjtnant vid Norrbottens regemente 1914, löjtnant där 1917, kapten där 1929, major 1937, vid Hallands regemente 1939, och överstelöjtnant 1940, vid Gotlands infanteriregemente 1941. Han befordrades till överste i sjunde militärområdets reserv 1944 och blev samma år försvarsområdesbefälhavare i Gävle försvarsområde. Edlund blev riddare av Svärdsorden 1935 och av Vasaorden 1937. Han vilar på Skogskyrkogården i Gävle.